# Grote Prijs Jef Scherens 1972
Il Grote Prijs Jef Scherens 1972, settima edizione della corsa, si svolse il 17 settembre 1972 su un percorso di 165 km, con partenza e arrivo a Lovanio. Fu vinto dal belga Gustaaf Hermans davanti ai suoi connazionali Willem Peeters e Omer Meeus.

## Ordine d'arrivo (Top 10)
| Pos. | Corridore            | Squadra | Tempo    |
| ---- | -------------------- | ------- | -------- |
| 1    | Gustaaf Hermans      |         | 4h25'00" |
| 2    | Willem Peeters       |         |          |
| 3    | Omer Meeus           |         |          |
| 4    | Paul Collaer         |         |          |
| 5    | Ludo Delcroix        |         |          |
| 6    | Jean-Claude Van Hoof |         |          |
| 7    | Yvan Benaets         |         |          |
| 8    | Daniel Moenaert      |         |          |
| 9    | Roger Verwimp        |         |          |
| 10   | Roger Van Den Eede   |         |          |